# ホッケー男子スペイン代表
ホッケー男子スペイン代表（ホッケーだんしスペインだいひょう）は、スペインにおける男子フィールドホッケーのナショナルチームである。

## 過去の成績

### オリンピック
オリンピックのホッケー競技における成績。
- 1928 – 8位
- 1932 - 出場せず
- 1936 - 出場せず
- 1948 – 10位
- 1952 - 出場せず
- 1956 - 出場せず
- 1960 – 銅メダル
- 1964 – 4位

- 1968 – 6位
- 1972 – 7位
- 1976 – 6位
- 1980 – 銀メダル
- 1984 – 8位
- 1988 – 9位
- 1992 – 5位
- 1996 – 銀メダル

- 2000 – 9位
- 2004 – 4位
- 2008 – 銀メダル
- 2012 – 6位
- 2016 – 5位
- 2021 – 8位

### ワールドカップ
ホッケー・ワールドカップにおける成績。
- 1971 – 2位
- 1973 – 5位
- 1975 – 8位
- 1978 – 5位
- 1982 – 11位
- 1986 – 5位
- 1990 – 8位

- 1994 – 9位
- 1998 – 2位
- 2002 – 11位
- 2006 – 3位
- 2010 – 5位
- 2014 – 8位
- 2018 –

### ヨーロッパ選手権
- 1970 – 3位
- 1974 – 優勝
- 1978 – 4位
- 1983 – 4位
- 1987 – 7位
- 1991 – 5位
- 1995 – 8位
- 1999 – 5位

- 2003 – 2位
- 2005 – 優勝
- 2007 – 2位
- 2009 – 4位
- 2011 – 6位
- 2013 – 5位
- 2015 – 6位
- 2017 – 5位

### チャンピオンズトロフィー
ホッケー・チャンピオンズトロフィーにおける成績。
- 1978 – 5位
- 1980 – 6位
- 1981 – 5位
- 1984 – 6位
- 1987 – 6位
- 1988 – 5位
- 1993 – 5位
- 1994 – 5位
- 1996 – 5位
- 1997 – 3位
- 1998 – 5位

- 1999 – 4位
- 2000 – 4位
- 2004 – 優勝
- 2005 – 3位
- 2006 – 3位
- 2007 – 5位
- 2008 – 2位
- 2009 – 5位
- 2010 – 5位
- 2011 – 2位
- 2012 – 撤退

### チャンピオンズチャレンジ
ホッケー・チャンピオンズチャレンジにおける成績。
- 2003 – 優勝

### ワールドリーグ
FIHホッケー・ワールドリーグにおける成績。
- 2012–13 – 10位
- 2014–15 – 10位
- 2016–17 – 6位

### プロリーグ
ホッケー・プロリーグにおける成績。
- 2019 - 出場決定

## 公式サイト
- Official website
- FIH profile